# John Murray (3e duc d'Atholl)
Pour les articles homonymes, voir John Murray et Murray.
John Murray, 3e duc d'Atholl (né 6 mai 1729 mort le 5 novembre 1774), connu sous le nom de John Murray jusqu'en 1764, est un pair d'Écosse et un homme politique Tory qui est le dernier seigneur de l'île de Man de 1764 à 1765

## Biographie
John Murray né en 1729 est le fils ainé de Lord George Murray, 5e fils de John Murray 1er duc d'Atholl.
John Murray, est le neveu et le gendre de James Murray 2e duc d'Atholl dont il a épousé la troisième fille, Charlotte Murray (1731-1805) à Dunkeld, le 23 octobre 1753.
Il succède à son oncle et beau-père le 8 janvier 1764 dans ses titres dont celui de seigneur de Man. Le gouvernement britannique souhaite mettre à la situation particulière de l'île notamment aux réseaux de contrebande que les seigneurs précédents avaient encouragés par les droits de douane exorbitants qu'ils imposaient à l'île. John Murray est contraint de céder sa souveraineté au roi George III le 21 juin 1765 contre 70 000 livres sterling mais il conserve ses droits ducaux  de Lord of the manor John Murray meurt en 1774.
Il a comme successeur son fils John Murray 4e duc d'Atholl